# Ostervant
Ostervant (lat. pagus Ostrebantinsis, französisch Ostrevant, niederländisch Oosterbant) war eine karolingische Grafschaft, die im 8. Jahrhundert um Bouchain, Douai und Mortagne für den Grafen Albert, einen Verwandten Karls des Großen errichtet wurde.
Im 9. Jahrhundert gehörte Ostervant Hucbald, wohl Hucbald von Dillingen, † nach 890, der mit Heilwig, einer Tochter des Grafen Eberhard von Friaul und Enkelin des Kaisers Ludwig der Fromme verheiratet war, und die nach seinem Tod den Roger I. von Laon († 926) ehelichte. Er ist der Stammvater des Ersten Hauses Valois. Hucbalds Sohn Raoul de Gouy, † 926, tritt 915 als Graf, vermutlich als Graf von Ostervant, auf; 923 trägt er die Titel eines Grafen von Amiens, Vexin und Valois. 
Im 10. Jahrhundert gehörte Ostervant Roger II. von Laon, Raouls Halbbruder, dann Arnulf I. von Flandern, † 964, und später wiederum Roger.
Ohne Douai und Mortagne, das Arnulf mit Flandern vereinigt, existierte Ostervant unter der Herrschaft der Grafen aus der Familie Ribemont, geriet aber 952 erneut unter die Oberherrschaft Arnulfs. Robert der Friese, Graf von Flandern, überließ Ostervant 1080 seinem Neffen Balduin II. von Hennegau.
Zu den Grafen von Ostervant aus dem Haus Ribemont gehören:
- Hugo I. von Ostervant
- Anselm I., * vor 1050, X 22. Februar 1070 bei Cassel, dessen Sohn, Graf von Ostervant, erblicher Kastellan von Valenciennes, Herr der Festungen Ribemont, Bouchain, Grigny (d. h. Origny-Sainte-Benoite)
- Anselm II. der Bärtige, auch Anselm von Vermandois, † 26. Februar 1099 bei der Belagerung von Tell Arqa, dessen Sohn, Gründer der Abtei Nicolas-des-Prés in Ribemont; ⚭ Agnes von Roucy
- Gottfried II, genannt Gottfried von Bouchain, Graf von Ostervant, Kastellan von Valenciennes, Herr von Bouchain, deren Sohn; ⚭ Jolande von Wassemberg, Witwe von Balduin III. von Hennegau
- Hugo II. von Ostervant, genannt Hugo von Valenciennes (Valencenis), später Hugo von Denain
- Gottfried III., verkauft einen Teil des Landes an seinen Halbbruder Balduin IV. von Hennegau, genannt Balduin von Edirne

Die Grafschaft Ostervant wurde später an Gottfried (Geoffroy) († 1163) gegeben, den jüngsten Sohn Balduins IV. von Hennegau, fiel danach an Hennegau zurück.
Als Folge interner Konflikte, in denen sich Valenciennes gegen ihn stellte, musste Johann von Avesnes, Graf von Hennegau, 1290 die Oberhoheit des Königs von Frankreich anerkennen. Er bestätigte sie 1293 nach einer militärischen Machtdemonstration Karls von Valois.
Ostervant blieb anschließend bei der Grafschaft Hennegau, stand aber unter starkem französischem Einfluss. Mit dem Hennegau kam Ostervant später an das Haus Burgund.
Frank II. von Borsselen († 1470) trug noch einmal den Titel eines Grafen von Ostervant.